# United Solo
United Solo to międzynarodowy festiwal teatrów jednego aktora. Jest organizowany w Theatre ROW przy 42. ulicy na Manhattanie w Nowym Jorku. Założycielem i dyrektorem artystycznym United Solo jest Omar Sangare.

## Edycja 2010
Festiwal zainaugurował swoją działalność w 2010 roku, w dniach 8-21 listopada. W programie znalazło się 47 monodramów z trzech kontynentów. Czterokrotnie nominowana do Oscara amerykańska aktorka Marsha Mason była gościem honorowym ceremonii rozdnia nagród, podsumowującej dwa tygodnie festiwalu.
Nagrodę specjalną (uAward) za szczególny wkład w promowanie teatrów jednego aktora otrzymała Anna Deavere Smith.

## Edycja 2011
Omar Sangare zapowiedział kolejną edycję festiwalu w styczniu 2011, ogłaszając jego oficjalne ramy czasowe. Festiwal odbył się w dniach 20 października – 20 listopada 2011. Odbył się w Teatrze ROW, w sercu teatralnej dzielnicy Nowego Jorku. Wśród występujących znalazła się m.in. Ewa Kasprzyk ze swoim monodramem "Patty Diphusa" na podstawie tekstów Pedro Almodóvara. Aktorka zdobyła nagrodę dla najlepszego międzynarodowego przedstawienia.
12 kwietnia 2011 ogłoszono listę nominowanych do specjalnej nagrody uAward, na której znaleźli się Robin Williams, Patti LuPone, John Lithgow i Daniel Beaty. Nagrodę zdobyła Patti LuPone.